# Hopa (Turcja)
Hopa – miasto w Turcji, w prowincji Artvin. W 2017 roku liczyło 20 940 mieszkańców.